# White nigger
White nigger (traducido como negro blanco) o wigger es una calumnia en inglés que tiene varios significados diferentes a lo largo del mundo.

## Estados Unidos
White nigger era un término despectivo que data del siglo XIX referido a personas blancas que realizaban trabajos prescritos a negros. Más tarde se usó como un insulto contra activistas blancos involucrados en el movimiento por los derechos civiles en Estados Unidos como James Groppi de Milwaukee.

### Italianos
Durante todo el siglo XIX y hasta principios del XX, los italianos emigrados a los Estados Unidos ("italoestadounidenses") eran a menudo referidos como "white niggers".

## Francocanadienses
El periodista y escritor Pierre Vallières (líder del Frente de Liberación de Quebec) comparó en el libro Nègres blancs d'Amérique (1968) la situación de los francocanadienses con la de los afroamericanos de EE. UU., proponiendo paralelismos entre ambos pueblos como clase baja explotada.

## Richard Burton
The White Nigger era el apodo del explorador inglés Richard Francis Burton en la Compañía de las Indias Orientales.

## Personas irlandesas

### Irlanda del Norte
White nigger nunca fue ampliamente utilizado para referirse a los católicos irlandeses en el contexto del conflicto norirlandés, a pesar de que se puede encontrar un ejemplo de esto en el sencillo de Elvis Costello "Oliver's Army" (1979).
En mayo de 2016, el dirigente del Sinn Féin Gerry Adams afirmó que los nacionalistas norirlandeses (separatistas del Reino Unido) habían sido maltratados igual que los afroamericanos en Estados Unidos.

### Estados Unidos
El término estuvo aplicado a los irlandeses emigrados a los Estados Unidos y sus descendientes. El irlandés era también apodado "negros del revés"(Negroes turned inside out), mientras los afroamericanos serían descritos como "irlandeses quemados" (smoked Irish).